# Jim Fuchs
James Emanuel Fuchs, detto Jim (Chicago, 6 dicembre 1927 – New York, 8 ottobre 2010), è stato un pesista e discobolo statunitense, vincitore di due medaglie di bronzo nel peso ai Giochi olimpici di Londra 1948 e Helsinki 1952.

## Palmarès
| Anno | Manifestazione      | Sede         | Evento           | Risultato | Prestazione | Note |
| ---- | ------------------- | ------------ | ---------------- | --------- | ----------- | ---- |
| 1948 | Giochi olimpici     | Londra       | Getto del peso   | Bronzo    | 16,42 m     |      |
| 1951 | Giochi panamericani | Buenos Aires | Getto del peso   | Oro       | 17,25 m     |      |
| 1951 | Giochi panamericani | Buenos Aires | Lancio del disco | Oro       | 48,91 m     |      |
| 1952 | Giochi olimpici     | Helsinki     | Getto del peso   | Bronzo    | 17,06 m     |      |